# ایوات رونی
ایوات رونی (روسی: Иван Андреевич Ровный؛ زادهٔ ۳۰ سپتامبر ۱۹۸۷) دوچرخه‌سوار اهل روسیه است.
از باشگاه‌هایی که در آن بازی کرده‌است می‌توان به تیم تینکوف، تیم کاتیوشا–آلپتسین، تیم ریدیوشک، گازپروم-روس‌ولو، و گازپروم-روس‌ولو، اشاره کرد.